# 勧修寺晴子
勧修寺 晴子（かじゅうじ はるこ、1553年（天文22年） -  1620年3月21日（元和6年2月18日））は、安土桃山時代から江戸時代前期にかけての女性。誠仁親王（正親町天皇の第5皇子）の女房。後陽成天皇の生母（国母）。女院。
院号は新上東門院（しんじょうとうもんいん）。

## 家系
父は勧修寺晴右（晴秀）。母は従三位・粟屋元子（粟屋元隆の子）。勧修寺晴豊・万里小路充房・正親町三条公仲室らの姉妹。子に後陽成天皇・空性法親王・良恕法親王・八条宮智仁親王・永卲女王など6男3女がいる。母の実家の粟屋氏は甲斐源氏安田氏の一族で、安田義定の子孫である。当時は同族で若狭守護だった武田氏の最有力家臣であり武家の名門の家柄。

## 生涯
永禄10年（1567年）から誠仁親王に女房として仕え、「阿茶局」と称したが、実質においては妃に近い存在であった。
天正14年（1586年）11月、彼女の産んだ後陽成天皇が即位すると、「国母」として遇されて他の女房と一線を画され、同年11月20日に准三宮となった。
慶長5年12月29日（1601年1月23日）、院号宣下により女院となり、新上東門院と号した。
元和6年（1620年）2月18日、68歳で薨去。京都府京都市東山区今熊野泉山町の泉涌寺内にある月輪陵に墓がある。

## 登場する作品

### 小説
- 『信長燃ゆ』（2001年（平成13年）、著：安部龍太郎）

### テレビドラマ
- 『信長燃ゆ』（2016年（平成28年）、テレビ東京、演：栗山千明）